# Magnus Andersson (poet)
Magnus Andersson, född 1968, är en svensk poet. Han debuterade 1997 med diktsamlingen Främmande språk vilken följdes av diktsamlingen Det herrelösa nätet 1999, båda utgivna på Albert Bonniers Förlag.

### Fotnoter
1. ↑  ”Magnus Andersson”. Albert Bonniers Förlag. https://www.albertbonniersforlag.se/forfattare/13799/magnus-andersson/. Läst 4 februari 2012.
2. ↑  ”Magnus Andersson”. Libris.kb.se. http://libris.kb.se/hitlist?q=%22Magnus+Andersson%22&r=;pers:%28Andersson+Magnus+1968+sk%C3%B6nlitter%C3%A4r+f%C3%B6rfattare%29&p=1&f=simp&g=&s=rc&t=v&m=10&d=libris. Läst 4 februari 2012.